# Helena Mattsson
Helena Mattsson (Stoccolma, 30 marzo 1984) è un'attrice svedese.

## Biografia
Helena Mattsson è nata e cresciuta a Stoccolma. Iniziò a recitare già in giovane età, prendendo parte ad alcuni spettacoli di cabaret, tra cui Wild Side Story, in cui interpretava il ruolo di Betty-Sue. Dopo aver frequentato una scuola di teatro a Londra, all'età di diciannove anni si trasferì a Hollywood dove vive tuttora. La carriera da attrice professionista di Helena inizia nel 2004, anno in cui recita nel cortometraggio Sweden, Ohio diretto da James Widdoes e nel film Drowning Ghost - Oscure presenze diretto da Mikael Håfström. Da quel momento in poi iniziò ad apparire in numerose produzioni sia televisive che cinematografiche.
Per quanto riguarda le sue apparizioni cinematografiche è ricordata principalmente per aver recitato nel ruolo della protagonista Miranda Hollander nel film del 2007 Species IV - Il risveglio, per il ruolo della replicante JJ nel film Il mondo dei replicanti e per il ruolo di Kira nel film del 2011 You and I. Nel 2010 è inoltre apparsa nel ruolo di Rebecca in Iron Man 2, in cui ha recitato accanto a Robert Downey Jr..
In televisione ha invece spesso recitato come guest star in numerose serie televisive, tra cui bisogna ricordare CSI: NY, CSI - Scena del crimine, Cold Case - Delitti irrisolti, CSI: Miami, Due uomini e mezzo, La spada della verità, The Mentalist e I signori della fuga. Tra il 2010 e il 2012 è inoltre apparsa come personaggio ricorrente in tre episodi di Desperate Housewives e in tre di Nikita. Nel 2012 è entrata a far parte del cast principale della serie televisiva 666 Park Avenue. Nel 2006 l'attrice è stata inoltre protagonista del video musicale della canzone Country Girl dei Primal Scream.

## Filmografia

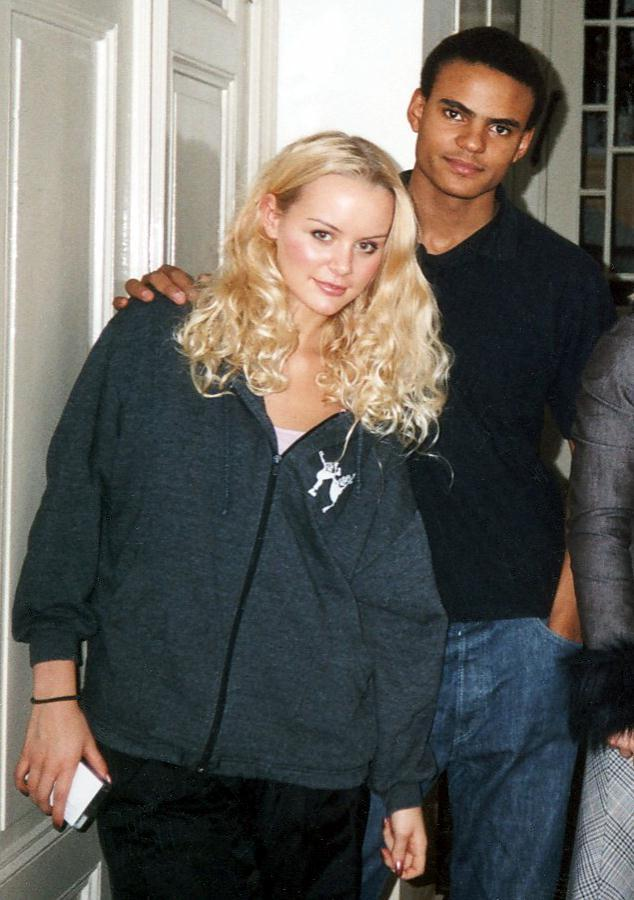
Helena Mattsson e Mohombi nel 2002

### Attrice

#### Cinema
- Drowning Ghost - Oscure presenze (Strandvaskaren), regia di Mikael Håfström (2004)
- Mrs. Right?, regia di Jason Schulz – cortometraggio (2007)
- Americanizzando Shalini (Americanizing Shelley), regia di Lorraine Senna (2007)
- Species IV - Il risveglio (Species: The Awakening), regia di Charles Band (2007)
- due uomini e mezzo (2008)
- Short Track, regia di Marie Hopkins (2008)
- Il mondo dei replicanti (Surrogates), regia di Jonathan Mostow (2009)
- Nobody, regia di Rob Perez (2009)
- Iron Man 2, regia di Jon Favreau (2010)
- You and I, regia di Roland Joffé (2011)
- La truffa perfetta (Guns, Girls and Gambling), regia di Michael Winnick (2011)
- Provetta d'amore (The Babymakers), regia di Jay Chandrasekhar (2012)
- 7 psicopatici (Seven Psychopaths), regia di Martin McDonagh (2012)
- Melvin Smarty, regia di Simon Mathew e Victoria Raiser (2012)
- Audrey, regia di Dean Pollack (2014)
- The Loner, regia di Daniel Grove (2016)
- Code of Honor, regia di Michael Winnick (2016)
- Smartass, regia di Jena Serbu (2017)
- Iceland Is Best, regia di Max Newsom (2020)
- Something About Her, regia di Carl Colpaert (2021)
- Dark Asset, regia di Michael Winnick (2022)

#### Televisione
- Sweden, Ohio, regia di James Widdoes – cortometraggio TV (2004)
- Sex, Love & Secrets – serie TV, episodio 1x03 (2005)
- CSI: NY – serie TV, episodio 2x09 (2005)
- American Men, regia di Rob Schiller – film TV (2006)
- Kitchen Confidential – serie TV, episodio 1x11 (2006)
- CSI - Scena del crimine (CSI: Crime Scene Investigation) – serie TV, episodio 7x18 (2007)
- Cold Case - Delitti irrisolti (Cold Case) – serie TV, episodio 4x22 (2007)
- Rx, regia di Frank Pinnock – film TV (2007)
- CSI: Miami – serie TV, episodio 6x07 (2007)
- Due uomini e mezzo (Two and a Half Men) – serie TV, episodio 6x03 (2008)
- Le regole dell'amore (Rules of Engagement) – serie TV, episodio 3x05 (2009)
- La spada della verità (Legend of the Seeker) – serie TV, episodio 2x05 (2009)
- NCIS: Los Angeles – serie TV, episodio 1x17 (2010)
- Desperate Housewives – serie TV, episodi 6x17-6x18-6x19 (2010)
- The Defenders – serie TV, episodio 1x01 (2010)
- The Mentalist – serie TV, episodio 3x07 (2010)
- Pom Wonderful, regia di François Girard – cortometraggio TV (2010)
- Detroit 1-8-7 – serie TV, episodio 1x12 (2011)
- Untitled Burr and Hart Project, regia di Reginald Hudlin – film TV (2011)
- I signori della fuga (Breakout Kings) – serie TV, episodio 1x09 (2011)
- Nikita – serie TV, episodi 2x05-2x08-2x17 (2011-2012)
- Workaholics – serie TV, episodio 3x05 (2012)
- 666 Park Avenue – serie TV, 9 episodi (2012-2013)
- Tradimenti (Betrayal) – serie TV, 7 episodi (2013)
- Fargo – serie TV, episodi 1x08-1x09 (2014)
- Mistresses - Amanti (Mistresses) – serie TV, 4 episodi (2014)
- American Horror Story – serie TV, 4 episodi (2015-2016)
- L'amore prima di tutto (Win, Lose or Love), regia di Steven R. Monroe – film TV (2015)
- Paradise Picture, regia di Rick Muirragui – episodio pilota (2015)
- Segreti tra vicini (Neighborhood Watch), regia di Jake Helgren – film TV (2018)
- La vita segreta di mio marito (My Husband's Secret Wife) – film TV, regia di Tamar Halpern (2018)
- My Dinner with Hervé – film TV, regia di Sacha Gervasi (2018)
- Una madre assassina (The Perfect One), regia di Nick Everhart – film TV (2018)
- Cristalli di memoria (Her Deadly Reflections), regia di John Lyde – film TV (2019)
- Il dolce suono del tradimento (His Deadly Affair), regia di Tara Cowell-Plain – film TV (2019)
- Delitto tra le vigne (Murder in the Vineyard), regia di Craig Goldstein – film TV (2020)
- Magnum P.I. – serie TV, episodio 3x14 (2021)
- The Rookie – serie TV, 5 episodi (2021-2022)
- Tacoma FD – serie TV, episodio 3x10 (2021)
- General Hospital – soap opera, puntate 1x14979-1x14983 (2022)
- Paper Empire – serie TV, 14 episodi (2023)

### Doppiatrice
- Adventure Time – serie animata, episodio 8x22 (2017)
- Jeff & Some Aliens – serie animata, episodio 1x08 (2017)
- Twilight of the Gods - serie animata (2024)

## Doppiatrici italiane
Nelle versioni in italiano delle opere in cui ha recitato, Helena Mattsson è stata doppiata da:
- Emanuela Damasio in 666 Park Avenue, L'amore prima di tutto, La vita segreta di mio marito, Una madre assassina, Cristalli di memoria, Il dolce suono del tradimento
- Gilberta Crispino in La truffa perfetta
- Irene Di Valmo in CSI: Miami
- Daniela Calò in Cold Case - Delitti irrisolti
- Stella Musy in Desperate Housewives
- Perla Liberatori in La spada della verità
- Jessica Bologna in Delitto tra le vigne
- Francesca Manicone in Tradimenti
- Giada Bonanomi in Workaholics